# María Dueñas Vinuesa
|  | Per a la violinista espanyola, vegeu María Dueñas Fernández |

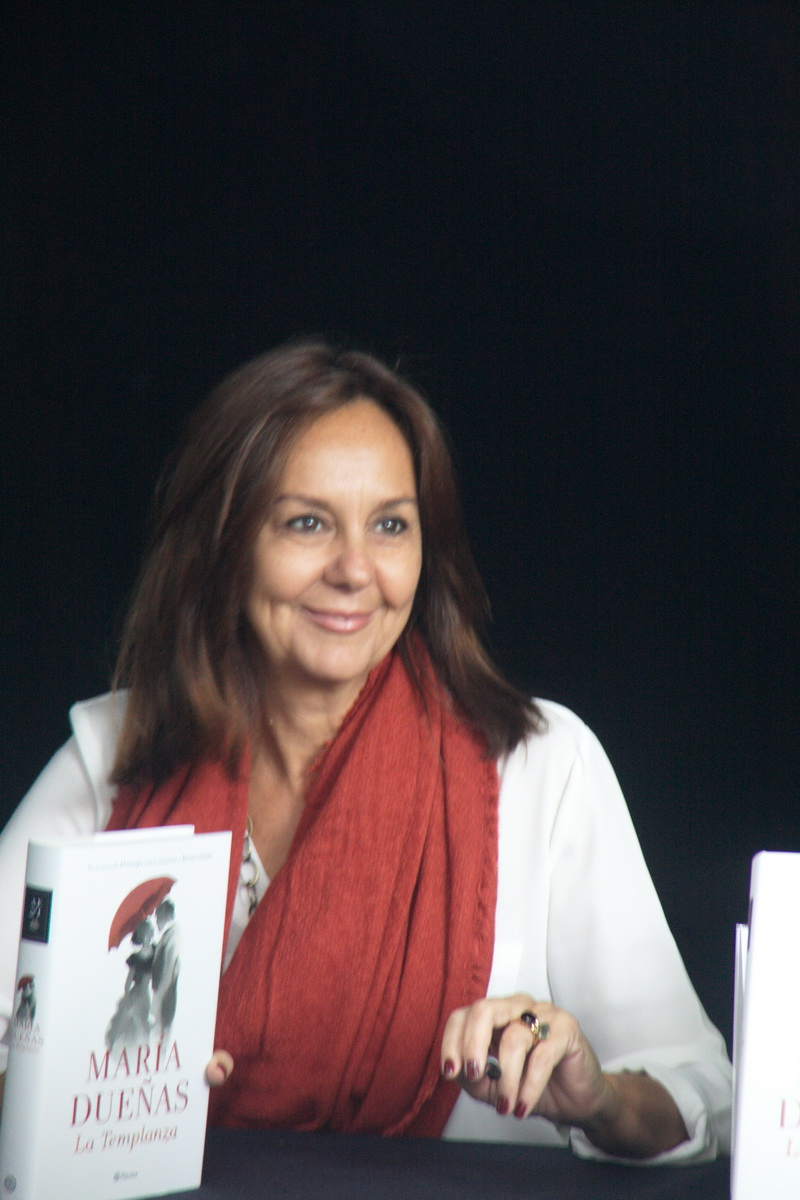
María Dueñas a la Diada de Sant Jordi de 2015

María Dueñas Vinuesa (Puertollano, Ciudad Real, 1964) és una escriptora espanyola en castellà. És doctora en Filologia Anglesa i professora titular a la Universitat de Múrcia. Ha impartit docència en universitats nord-americanes. La seva família materna va viure a Tetuan durant l'època del Protectorat Espanyol al Marroc i va ser a partir dels seus records d'aquella època que va néixer el 2009 la seva primera obra, El temps entre costures. El 2012 torna a tenir un gran èxit de vendes a Espanya gràcies a la seva segona novel·la, La missió de l'oblit, a mig camí entre les missions de Califòrnia i l'Espanya actual.
Gràcies a la seva primera obra, El temps entre costures (2009), en la qual barreja novel·la històrica amb espionatge, va aconseguir un gran èxit de vendes. La novel·la s'ha convertit en un bestseller, amb gairebé un milió de còpies venudes i traduïda a més de vint idiomes.
L'any 2012 surt a la llum la seva obra La missió de l'oblit. La protagonista de l'obra és Blanca Perea, que viatja a Santa Cecilia fugint de la seva vida enfonsada a Espanya. Treballa en una universitat californiana on ordenarà el llegat deixat pel professor Andrés Fontana. Però la recerca li portarà alguna sorpresa.
El 2015 publica la seva tercera novel·la, Destí, la Templanza, ambientada a Mèxic, l'Havana i el Jerez del segle xix.
El 2018 escriu una nova novel·la, Las Hijas del Capitán, on parla de la gent espanyola que va haver d'emigrar cap a Nord-amèrica en temps de la república i guerra civil espanyola de 1936 i guanyar-se la vida de la millor manera que podien. Tot es complica en la familia del Capitán, on el pare mor i deixa les 3 filles jovenetes i la mare en la miseria.
El 2021 publica la novel·la Sira, continuació de El temps entre costures.